# فرودگاه بین‌المللی شانگهای پودنگ
فرودگاه بین‌المللی شانگهای پودنگ (به انگلیسی: Shanghai Pudong International Airport) یک فرودگاه همگانی مسافربری با کد یاتا PVG است که یک باند فرود بتن دارد و طول باند آن ۳۸۰۰ متر است. این فرودگاه در شهر شانگهای کشور چین قرار دارد و در ارتفاع ۴ متری از سطح دریا واقع شده‌است.

## شرکت‌های هواپیمایی و مقصدهای پروازی

### مسافری
| شرکت‌های هواپیمایی                             | مقصدهای پروازی |
| --------------------------------------------- | --- |
| آئروفلوت                                      | شرمتیوو |
| آئرومکزیکو                                    | مکزیکو سیتی |
| ایرآسیا ایکس                                  | کوالالامپور |
| ایر کانادا                                    | مونترآل-پییر الیوت ترودو، پیرسون تورنتو، ونکوور |
| ایر چاینا                                     | بارسلونا-ال پرات، پکن، چانگچون لونگییا، چنگدو شوانگلیو، چنگچینگ ییانگبی، فرانکفورت، فوکوئوکا، بایون گوآنگجو، گایلین لیانگ‌جیانگ، لانگ‌دونگ‌بائو گوئی‌یانگ، هاربین تایپینگ، هوهوت بایتا، ییوژای هوانگلنگ، کونمینگ چانگشوی، لانجو ژنگچوان، ملبورن، میلانو مالپنسا، مونیخ، چوبو سنترایر، نانینگ ووژو، کانزای، شارل دوگل پاریس، سان خوزه، سندای، شنژن بن، سیدنی، تائویوان تایوان، تیانجین بینهای، ناریتا، ونچو یونگچیانگ، شی‌آن شیان‌یانگ، شیچانگ قینگشان، یینچوان هیدونگ |
| ایر چاینا اجرا توسط دالیان ایرلاینز           | دالیان ژووشویزی |
| ایر فرانس                                     | شارل دوگل پاریس |
| ایر ایندیا                                    | ایندیرا گاندی، چاتراپاتی شیواجی |
| ایر کریو                                      | سونان |
| ایر ماکائو                                    | ماکائو |
| ایر موریشوس                                   | سر سیوساگور رامگولام |
| ایر نیوزیلند                                  | اوکلند |
| آل نیپون ایرویز                               | چوبو سنترایر، کانزای، هانه‌دا، ناریتا |
| امریکن ایرلاینز                               | اوهر شیکاگو، دالاس-فورت ورث، لس‌آنجلس |
| آسیانا ایرلاینز                               | گیمهی، اینچئون |
| آسترین ایرلاینز                               | وین |
| بیجینگ کپیتال ایرلاینز                        | هایکو میلان |
| بریتیش ایرویز                                 | هیترو لندن |
| کامبوج انگکور ایر                             | پنوم‌پن، سیم ریپ |
| دراگون‌ایر                                     | هنگ کنگ |
| کاتای پاسیفیک                                 | هنگ کنگ |
| سبو پسیفیک                                    | نینوی آکوئینو |
| Chengdu Airlines                              | چنگدو شوانگلیو |
| چاینا ایرلاینز                                | گاوشیونگ، تائویوان تایوان |
| هواپیمایی شرقی چین                            | اسخیپول آمستردام، اوکلند، بایس یووجیانگ، سووارنابومی، بیهای فوچنگ، پکن، بریزبن، گیمهی، چانگچون لونگییا، چانگشا هوانگهوا، چاویانگ، چنگدو شوانگلیو، چیانگ مای، اوهر شیکاگو، چایفنگ ایولونگ، چنگچینگ ییانگبی، کلارک (آغاز از ۱۸ اکتبر ۲۰۱۷)، باندرانیکی، دئگو، دالیان ژووشویزی، داتنگ بییازاو، Dazhou، ایندیرا گاندی، انگوراه رای، دوبی، دون‌هوانگ، فرانکفورت، فوکوئوکا، فوژو چنگل، گانژو هوانگژین، Guangyuan، بایون گوآنگجو، لانگ‌دونگ‌بائو گوئی‌یانگ، هایکو میلان، هاندان، هاربین تایپینگ، هفئی ژینگیاو، هیه، هیروشیما، تان سون نهات، هوهوت بایتا، هنگ کنگ، بین الملی هونولولو، سوئکارنو-هتا، ججو، جییانگوشان، جینان یاکیانگ، ییوژای هوانگلنگ، کاگوشیما، تریبهوان، کوماتسو، کونمینگ چانگشوی، لانجو ژنگچوان، لهاسا گونگار، لینی شابولینگ، لیپینگ، لیوژو بایلیان، هیترو لندن، لس‌آنجلس، لولیانگ، لوژو لانتیان، ماکائو، مادرید-باراخاس، ابراهیم نصیر، نینوی آکوئینو، ماتسویاما، ملبورن، موهه گولیان، شرمتیوو، موان، مودانجیانگ هایلانگ، ناگازاکی، چوبو سنترایر، ناها، نانچانگ چانگبی، Nanchong، نانجینگ لوکو، جان اف کندی، نیئیگاتا، نینگبو لیشه، اوکایاما، اوردوس ایجین هورو، کانزای، شارل دوگل پاریس، پنوم‌پن، پراگ رازیون، کینگدائو لیوتینگ، کینهوانگدو بیدایهه، کیکیهار سینجیازی، Rizhao، لئوناردو دا وینچی-فیومیچینو، سانفرانسیسکو، سانیا فونیکس، نیو چیتوز، اینچئون، شننژیا، شنینگ تخین، شنژن بن، شیزوکا، سیم ریپ، چانگی سنگاپور، پالکوو، سیدنی، تائویوان تایوان، ووسو تائی‌یوان، تیانجین بینهای، هانه‌دا، ناریتا، تونگهوا سن‌یوانپو، پیرسون تورنتو، ونکوور، ونچو یونگچیانگ، ووهان تیانهه، زیامن گائوچی، شی‌آن شیان‌یانگ، سینینگ کائوجیابو، یانان شیلیپو، یانجی چائویانگ‌چون، یانتای چائوشوی، ییبین سایبا، ییچون لیندو، یینچوان هیدونگ، Yingkou، Yulin، Yuncheng، ژانگجیاکو، Zhangjiajie، ژنگژو سین‌ژنگ، زوشن پوتوشن، زوهای سانزاهو، زونی زینزهو فصلی: آساهیکاوا، هوکایدو، کنز، مکتان-کبو |
| هواپیمایی شرقی چین اجرا توسط شانگهای ایرلاینز | آنشان تنگاو، سووارنابومی، بائوتو ارلیبان، گیمهی، چانگچون لونگییا، چانگشا هوانگهوا، چیانگ مای، انگوراه رای، بایون گوآنگجو، گایلین لیانگ‌جیانگ، لانگ‌دونگ‌بائو گوئی‌یانگ، هایکو میلان، هاربین تایپینگ، Jinzhou، کوتا کینابالو، کوالالامپور، Mianyang، نانینگ ووژو، کانزای، پوکت، کینهوانگدو بیدایهه، سانیا فونیکس، اینچئون، شنینگ تخین، سونگشان تایپه، سانوهه تانگشان، تیانجین بینهای، تویاما، وانچو ووچیاو، زیامن گائوچی، شی‌آن شیان‌یانگ، کوه ووتای، Yuncheng، Zhangjiajie، ژان‌جیانگ، ژنگژو سین‌ژنگ، زوهای سانزاهو فصلی: کرابی، ابراهیم نصیر |
| هواپیمایی جنوبی چین                           | چانگچون لونگییا، چانگشا هوانگهوا، چنگدو شوانگلیو، دالیان ژووشویزی، داندونگ لنگتو، داکینگ سارتیو، فوکوئوکا، بایون گوآنگجو، گایلین لیانگ‌جیانگ، لانگ‌دونگ‌بائو گوئی‌یانگ، هایکو میلان، هاربین تایپینگ، تان سون نهات، جیاموسی دنگجیاو، کونمینگ چانگشوی، مودانجیانگ هایلانگ، چوبو سنترایر، نانینگ ووژو، نانیانگ جیانگ‌یینگ، کانزای، یو-تاپائو، کینگدائو لیوتینگ، کیکیهار سینجیازی، سانیا فونیکس، اینچئون، شنینگ تخین، شنژن بن، تائویوان تایوان، اورومچی دیووپو، ووهان تیانهه، شی‌آن شیان‌یانگ، یانجی چائویانگ‌چون، ژنگژو سین‌ژنگ، زوهای سانزاهو |
| چونگ‌کینگ ایرلاینز                             | چنگچینگ ییانگبی |
| دلتا ایرلاینز                                 | هارتسفیلد-جکسون آتلانتا (برقراری مجدد از ۲۲ ژوئیه ۲۰۱۸)، متروپولیتن شهرستان وین دیترویت، لس‌آنجلس، سیاتل-تاکوما، ناریتا |
| Donghai Airlines                              | شنژن بن |
| ایستار جت                                     | چئونگ‌جو |
| هواپیمایی امارات                              | دوبی |
| هواپیمایی اتیوپی                              | بوول |
| هواپیمایی اتحاد                               | ابوظبی |
| اوا ایر                                       | گاوشیونگ، تائویوان تایوان |
| فن‌ایر                                         | هلسینکی |
| Fuzhou Airlines                               | فوژو چنگل |
| گارودا ایندونزیا                              | انگوراه رای، سوئکارنو-هتا |
| هاینان ایرلاینز                               | پکن، لوگان، بروکسل (برقراری مجدد از ۲۵ اکتبر ۲۰۱۷)، چانگشا هوانگهوا، چنگچینگ ییانگبی، دالیان ژووشویزی، هایکو میلان، هوهوت بایتا، لانجو ژنگچوان، سیاتل-تاکوما، ووسو تائی‌یوان، بن گوریون (آغاز از ۱۲ سپتامبر ۲۰۱۷)، تیانجین بینهای، اورومچی دیووپو، Weifang، شی‌آن شیان‌یانگ |
| هبئی ایرلاینز                                 | شیاژونگ ژنگدینگ |
| هنگ کنگ ایرلاینز                              | هنگ کنگ |
| ایبریا ایرلاین                                | مادرید-باراخاس |
| خطوط هوایی ژاپن                               | چوبو سنترایر، کانزای، هانه‌دا، ناریتا |
| Jetstar Japan                                 | ناریتا |
| Jin Air                                       | ججو فصلی: یانگ‌یانگ |
| جونیائو ایرلاینز                              | سووارنابومی، بائوتو ارلیبان، بیهای فوچنگ، مکتان-کبو (آغاز از ۳۰ اکتبر ۲۰۱۷)، چانگچون لونگییا، چانگشا هوانگهوا، چئونگ‌جو، چیانگ مای، چنگچینگ ییانگبی، دالیان ژووشویزی، دونگینگ شنگلی، فوژو چنگل، گایلین لیانگ‌جیانگ، لیوپانشان گویان، هایکو میلان، هایلار دنگشان، هاربین تایپینگ، هنگ کنگ، ججو، کالیبو (آغاز از ۳۰ اکتبر ۲۰۱۷)، گاوشیونگ، کرابی، لیجیانگ سانی، ماکائو، چوبو سنترایر، ناها، توکاچی-اوبیهیرو، کانزای، پوکت، کیانجیانگ وولینشان، کینگدائو لیوتینگ، سنمینگ شخین، سانیا فونیکس، نیو چیتوز، شنینگ تخین، شیاژونگ ژنگدینگ، تائویوان تایوان، تیانجین بینهای، هانه‌دا، Tongliao، ووهان تیانهه، زیامن گائوچی، شی‌آن شیان‌یانگ، شیانگیانگ لیوجی، سینینگ کائوجیابو، یانگ‌یانگ، یینچوان هیدونگ، ژونگوی ژیانگشان، زوهای سانزاهو فصلی: ایرکوتسک |
| کاال‌ام                                        | اسخیپول آمستردام |
| کورین ایر                                     | گیمهی، اینچئون |
| Kunming Airlines                              | کونمینگ چانگشوی |
| لاین ایر                                      | چارتر: سام رتولنگی |
| Lucky Air                                     | کونمینگ چانگشوی |
| لوفت‌هانزا                                     | فرانکفورت، مونیخ |
| هواپیمایی ماهان                               | امام خمینی |
| مالزی ایرلاینز                                | کوتا کینابالو، کوالالامپور |
| Peach                                         | کانزای، هانه‌دا |
| فیلیپین ایرلاینز                              | نینوی آکوئینو |
| فیلیپین ایرلاینز اجرا توسط PAL Express        | چارتر: کالیبو |
| ایراژیا فیلیپینز                              | نینوی آکوئینو |
| کانتاس                                        | سیدنی |
| هواپیمایی قطر                                 | حمد |
| رویال برونئی                                  | برونئی |
| اس۷ ایرلاینز                                  | فصلی: ولادی‌وستوک، تولمچوا |
| هواپیمایی اسکاندیناوی                         | کپنهاگ |
| شاندونگ ایرلاینز                              | کینگدائو لیوتینگ، زیامن گائوچی، یانتای چائوشوی |
| شنژن ایرلاینز                                 | نانچانگ چانگبی، کوانژو جینجیانگ، شنینگ تخین، شنژن بن |
| سیچوان ایرلاینز                               | چنگدو شوانگلیو، چنگچینگ ییانگبی، سایپن |
| سنگاپور ایرلاینز                              | چانگی سنگاپور |
| اسپرینگ ایرلاینز                              | سووارنابومی، بیهای فوچنگ، چانگ‌بایشان، چانگچون لونگییا، چانگشا هوانگهوا، چیانگ مای، چنگچینگ ییانگبی، دالیان ژووشویزی، گایلین لیانگ‌جیانگ، هاربین تایپینگ، تان سون نهات، هنگ کنگ، ایباراکی، ججو، ثنای، گاوشیونگ، کوتا کینابالو، کرابی، کونمینگ چانگشوی، لانجو ژنگچوان، ماکائو، Mianyang، چوبو سنترایر، نانینگ ووژو، کام رانح، کانزای، پوکت، پنوم‌پن، کینگدائو لیوتینگ، کینگیانگ، سگا، سانیا فونیکس، نیو چیتوز، اینچئون، شنینگ تخین، سیم ریپ، چانگی سنگاپور، سورات، تائویوان تایوان، تاکاماتسو، تیانجین بینهای، هانه‌دا، زیامن گائوچی، شیشوانگبانا گاسا، یانتای چائوشوی، یینچوان هیدونگ، Zhangjiajie، ژان‌جیانگ، زوهای سانزاهو |
| سریلانکان ایرلاینز                            | باندرانیکی |
| سوئیس اینترنشنال ایرلاینز                     | زوریخ |
| تای ایرآسیا ایکس                              | دن موئنگ |
| تای ایرویز اینترنشنال                         | سووارنابومی |
| ترکیش ایرلاینز                                | آتاترک |
| تی وی ایرلاینز                                | دئگو |
| یونایتد ایرلاینز                              | اوهر شیکاگو، انتونیو بی وان پت، لس‌آنجلس، لیبرتی نیوآرک، سانفرانسیسکو |
| ویتنام ایرلاینز                               | دا نانگ، نوا به، تان سون نهات، کام رانح، فو کوئوک |
| ویرجین آتلانتیک                               | هیترو لندن |
| ژیامن ایرلاینز                                | کوانژو جینجیانگ، زیامن گائوچی |

### باری
| شرکت‌های هواپیمایی                  | مقصدهای پروازی |
| ---------------------------------- | --- |
| AirBridgeCargo Airlines            | اسخیپول آمستردام، تد استیونز انکوریج، اوهر شیکاگو، لس‌آنجلس، دوموده‌دوو، شرمتیوو، سوچی، کولتسوو |
| Air China Cargo                    | اسخیپول آمستردام، تد استیونز انکوریج، پکن، چنگدو شوانگلیو، اوهر شیکاگو، چنگچینگ ییانگبی، کپنهاگ، دالاس-فورت ورث، ادمونتون، فرانکفورت، لس‌آنجلس، لیژ، جان اف کندی، تولمچوا، کانزای، نیو کیتو، تائویوان تایوان، تیانجین بینهای، ناریتا، ساراگوسا، ژنگژو سین‌ژنگ                                                                     |
| آل نیپون ایرویز                    | ناها، ناریتا |
| آسیانا ایرلاینز                    | اینچئون |
| ASL Airlines Belgium               | چنگچینگ ییانگبی، لیژ، چانگی سنگاپور |
| اطلس ایر                           | تد استیونز انکوریج، حیدر علی‌اف، دوبی، ژنگژو سین‌ژنگ |
| کارگولوکس                          | لوگزامبورگ - فیندل |
| کاتای پاسیفیک                      | چنگدو شوانگلیو، چنگچینگ ییانگبی، هنگ کنگ، زیامن گائوچی، ژنگژو سین‌ژنگ |
| چاینا ایرلاینز                     | تائویوان تایوان |
| چاینا کارگو ایرلاینز               | اسخیپول آمستردام، تد استیونز انکوریج، هارتسفیلد-جکسون آتلانتا، سووارنابومی، چنگدو شوانگلیو، اوهر شیکاگو، چنگچینگ ییانگبی، کپنهاگ، دالاس-فورت ورث، شاه‌جلال، هنگ کنگ، لس‌آنجلس، میلانو مالپنسا، کانزای، شارل دوگل پاریس، اینچئون، شنژن بن، چانگی سنگاپور، لامبرت-ست لوی، تائویوان تایوان، تیانجین بینهای، ناریتا، هانه‌دا، ساراگوسا |
| چاینا پستال ایرلاینز               | پکن، بایون گوآنگجو، نانجینگ لوکو، کانزای، تیانجین بینهای، زیامن گائوچی |
| هواپیمایی جنوبی چین                | اسخیپول آمستردام، تد استیونز انکوریج، اوهر شیکاگو، فرانکفورت، لس‌آنجلس، کانزای، ونکوور، وین، ژنگژو سین‌ژنگ |
| دی‌اچ‌ال اوییشن اجرا توسط ایر هنگ‌کنگ | هنگ کنگ |
| دی‌اچ‌ال اوییشن اجرا توسط آئرولوگیک  | لایپزیگ/هال |
| امارات اسکای‌کارگو                  | آل مکتوم، میدان هوایی بین‌المللی حامد کرزی |
| هواپیمایی اتیوپی                   | بوول، بنگالورو |
| هواپیمایی اتحاد                    | ابوظبی، چنای، ایندیرا گاندی، جناح، اقبال لاهوری، چاتراپاتی شیواجی |
| اوا ایر                            | تائویوان تایوان |
| فدکس اکسپرس                        | تد استیونز انکوریج، پکن، ایندیرا گاندی، دوبی، بایون گوآنگجو، نینوی آکوئینو، ممفیس، اوکلند، کانزای، ناریتا |
| هنگ کنگ ایرلاینز                   | هنگ کنگ، زیامن گائوچی |
| ایران ایر                          | امام خمینی |
| کالیتا ایر                         | تد استیونز انکوریج، اوهر شیکاگو |
| کورین ایر                          | تد استیونز انکوریج، هارتسفیلد-جکسون آتلانتا، جان اف کندی، اینچئون، پیرسون تورنتو |
| لوفت‌هانزا کارگو                    | فرانکفورت، یملیانو، تولمچوا، اینچئون |
| ام‌ای‌اس کارگو                       | کوتا کینابالو، کوالالامپور، کوچینگ، پنانگ، سیدنی |
| ام‌ان‌جی ایرلاینز                    | آلماتی، آتاترک |
| نیپون کارگو ایرلاینز               | ناریتا |
| پولار ایر کارگو                    | تد استیونز انکوریج، سینسیناتی/کنتاکی شمالی، لس‌آنجلس، چوبو سنترایر، اینچئون، ناریتا |
| کانتاس                             | تد استیونز انکوریج، سووارنابومی، اوهر شیکاگو، چنگچینگ ییانگبی، جان اف کندی، سیدنی |
| هواپیمایی قطر                      | حمد |
| هواپیمایی سعودی                    | سووارنابومی، ملک عبدالعزیز، ملک خالد |
| SF Airlines                        | پکن، هاربین تایپینگ، شنژن بن |
| سنگاپور ایرلاینز کارگو             | سووارنابومی، چانگی سنگاپور |
| سیلک وی ایرلاینز                   | حیدر علی‌اف |
| Southern Air                       | تد استیونز انکوریج، اوهر شیکاگو |
| یانگتزه ریور اکسپرس                | آقتوبه، تد استیونز انکوریج، سووارنابومی، پکن، چنگدو شوانگلیو، اوهر شیکاگو، چنگچینگ ییانگبی، شاه‌جلال، بایون گوآنگجو، فرانکفورت-هان، هانگجو ژیاشان، هنگ کنگ، لوگزامبورگ - فیندل، مونیخ، چوبو سنترایر، تولمچوا، کانزای، پراگ رازیون، شنژن بن، شیاژونگ ژنگدینگ، چانگی سنگاپور، سانن شوفانگ                                          |
| ترکیش ایرلاینز                     | آلماتی، مناس، آتاترک |
| یوپی‌اس ایرلاینز                    | تد استیونز انکوریج، لوئیویل، کانزای، اینچئون، ناریتا، شوپن ورشو |
| ولگا-نپر ایرلاینز                  | تولمچوا |